# Будайка (приток Изеса)
Будайка — река в Новосибирской области России. Устье реки находится в 84 км по правому берегу реки Изес. Длина реки составляет 27 км.

## Данные водного реестра
По данным государственного водного реестра России относится к Иртышскому бассейновому округу, водохозяйственный участок реки — Омь, речной подбассейн реки — Омь. Речной бассейн реки — Иртыш.